# Santa Marta
Santa Marta ist die Hauptstadt und eine Gemeinde (municipio) im Departamento del Magdalena in der Región Caribe in Kolumbien. Seit 1534 ist Santa Marta Sitz des Bistums Santa Marta.

## Geographie
Santa Marta liegt an der Karibikküste Kolumbiens, 992 km von Bogotá entfernt. Südöstlich vom städtischen Teil hat die Gemeinde einen Anteil an der Sierra Nevada de Santa Marta mit den höchsten Bergen Kolumbiens, dem Pico Cristóbal Colón sowie dem Pico Simón Bolívar, beide mit einer Höhe von jeweils 5775 Metern ü. M. In der Sierra Nevada auf dem Gemeindegebiet befindet sich die Ruinenstadt Ciudad Perdida. Nördlich des Stadtgebiets liegt der Fischer- und Touristenort Taganga, ein corregimiento von Santa Marta.
Im Osten der Gemeinde befindet sich der Nationalpark Tayrona. Der Reiz der Landschaft liegt einerseits in der Karibik mit ihrem warmen Wasser und den Korallenriffen direkt am Strand und andererseits an den schneebedeckten Gipfeln der Sierra Nevada.
Die Gemeinde grenzt im Norden und Westen an das Karibische Meer, im Süden an Ciénaga und Aracataca und im Osten an Dibulla in La Guajira und an Valledupar im Departamento del Cesar.

## Bevölkerung
Die Gemeinde Santa Marta hat 552.391 Einwohner, von denen 495.072 im städtischen Teil (cabecera municipal) der Gemeinde leben. In der Metropolregion leben 827.989 Menschen (Stand: 2022).

## Politische Organisation
Santa Marta befindet sich im Departamento del Magdalena. Der Bürgermeister der Stadt wird demokratisch gewählt und regiert jeweils für vier Jahre.
Verwaltungsgliederung
| Das Stadtgebiet ist in neun Comunas aufgeteilt: | Zum ländlichen Gebiet Santa Martas gehören: | Zum ländlichen Gebiet Santa Martas gehören: |
| 1. María Eugenia – Pando 2. Comuna Central 3. Pescaíto – Almendro – Juan XXIII 4. Polideportivo – El Jardín 5. Santa Fe – Bastidas 6. Mamatoco – 11 de Noviembre 7. Gaira – Rodadero 8. Pozos Colorados – Don Jaca 9. Parque – Bureche | - Bonda (Corregimiento) - Calabazo (Caserío) - Guachaca (Corregimiento) - Minca (Corregimiento) - Taganga (Corregimiento) - Buritaca (Ciudad Perdida), (Caserío) - Tigrera (Caserío) - Cabañas de Buritaca (Caserío) - Cañaveral (Agua Fría), (Caserío) - Colinas de Calabazo (Caserío) - Curvalito (Caserío) - Guacoche (Caserío) - Marquetalia (Caserío) | - Paz del Caribe (Caserío) - Perico Aguao (Caserío) - La Olla - La Revuelta - Las Colinas - El Trompo - La Aguacatera - Machete Pelao - México - Valle de Gaira - Playa Blanca - La Planta |

Metropolregion

Metropolregion Santa Marta

Zur inoffiziellen Metropolregion Santa Marta gehören neben Santa Marta die Gemeinden Ciénaga, Puebloviejo und Zona Bananera.

## Geschichte
Die Stadt wurde am 29. Juli 1525 vom Conquistador Rodrigo de Bastidas als eine der ersten heute noch bestehenden Städte des spanischen Kolonialreichs auf dem amerikanischen Festland gegründet. Ca. 16 km vom Stadtzentrum entfernt befindet sich die Quinta de San Pedro de Alejandrino, auf der am 17. Dezember 1830 der Freiheitskämpfer Simón Bolívar verstarb.

### Präkolumbianische Zeit
Vor der Ankunft der Europäer war der südamerikanische Kontinent von einer Reihe von indigenen Gruppen bewohnt. Aufgrund einer Kombination aus tropischem Wetter, erheblichen Niederschlägen und der Zerstörung und Verfälschung vieler Aufzeichnungen durch spanische Konquistadoren ist unser Verständnis der Völker dieser Region begrenzt.
Die Tairona bildeten mittelgroße bis große Bevölkerungszentren, bestehend aus Steinpfaden, Terrassen, geschützten Wasserstraßen und Flächen für landwirtschaftliche Erzeugnisse. Ihre Wirtschaft bestand in erster Linie aus der Landwirtschaft und dem Anbau von Mais, Ananas, Maniok und anderen lokalen Lebensmitteln. Die Tayrona gelten für ihren Zeitraum als recht fortgeschritten. Die erhaltenen archäologischen Stätten bestehen aus gebildeten Terrassen und kleinen unterirdischen Steinkanälen. Die bedeutendste erhaltene Stätte der Tairona ist die Ciudad Perdida (spanisch Verlorene Stadt), auch Teyuna (indigener Name). Die Tairona waren auch dafür bekannt, aktiv Salz zu sammeln und zu verarbeiten, das ein wichtiges Handelsgut war. Wir wissen, dass sie mit anderen indigenen Gruppen entlang der Küste und im Landesinneren Handel trieben. Archäologische Ausgrabungen haben bedeutende Werke in den Bereichen Keramik, Steinmetzarbeit und Goldschmiedekunst gefunden.

## Wirtschaft
Santa Marta ist nicht nur eine wichtige Hafenstadt mit Umschlag von Stückgut und Kohle, sondern auch ein Touristikzentrum mit einem ausgedehnten Hotelgebiet und Vergnügungsstätten. Vor allem El Rodadero ist eine beliebte Sommerfrische der Kolumbianer mit umfassenden Angebot an Diskotheken und Bars.
Rund um die Stadt wird intensiv Landwirtschaft betrieben, es werden Palmen, Bananen und Mangobäume angepflanzt. Bananen, teilweise aus nachhaltigem Anbau gemäß SAN-Standard, werden über den Hafen nach Europa exportiert.

## Bildung
In Santa Marta befindet sich der Sitz der Universidad del Magdalena.

## Infrastruktur
Santa Marta verfügt über einen Flughafen, den Aeropuerto Simón Bolívar, der insbesondere von Bogotá, Medellín und Cali aus angeflogen wird. Mit dem Auto kann Santa Marta über die Fernstraßen Troncal del Caribe (I-90), die die Stadt mit Barranquilla, Cartagena und Riohacha verbindet, und Troncal del Magdalena (I-45), die die Stadt mit dem Landesinneren verbindet, erreicht werden. In der Vergangenheit hatte die Eisenbahnstrecke Ferrocarril de Santa Marta eine wichtige Bedeutung.

## Sport
In Santa Marta ist der Fußballverein Unión Magdalena ansässig, der aktuell seit 2005 in der zweiten kolumbianischen Liga spielt. Der größte Erfolg der Vereinsgeschichte war bislang die Erstliga-Meisterschaft 1968. Das ursprüngliche Heimstadion von Unión Magdalena war das Estadio Eduardo Santos, das aber 2013 wegen Baufälligkeit geschlossen wurde, weswegen der Verein für mehrere Jahre in andere Städte ausweichen musste. Seit 2018 ist das neue Heimstadion von Unión Magdalena das Estadio Sierra Nevada, das für die Juegos Bolivarianos 2017 neu gebaut wurde. Aus Santa Marta stammen drei der wichtigsten kolumbianischen Fußballspieler: Carlos Valderrama, Antony de Ávila und Falcao.

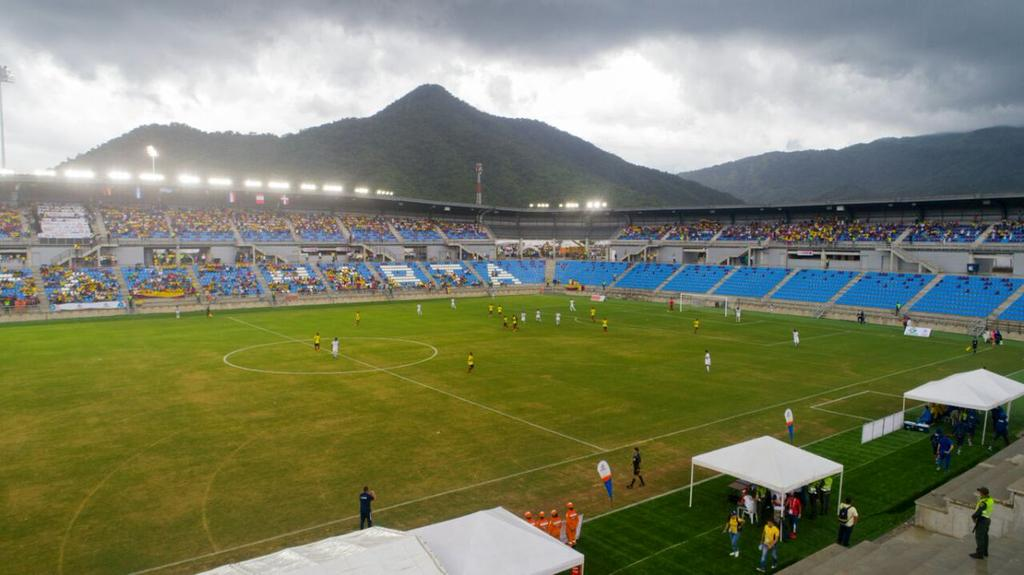
Estadio Sierra Nevada
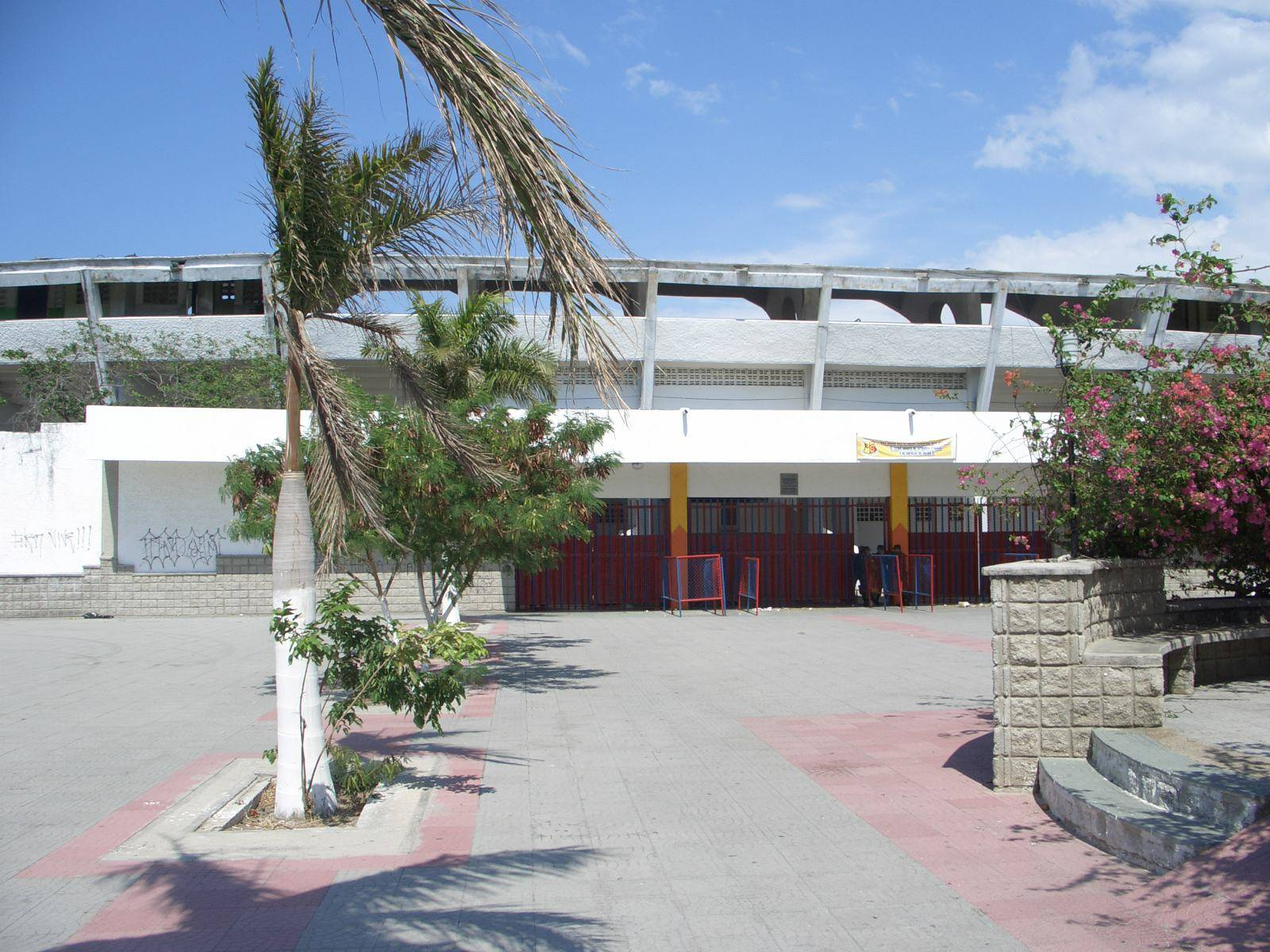
Estadio Eduardo Santos
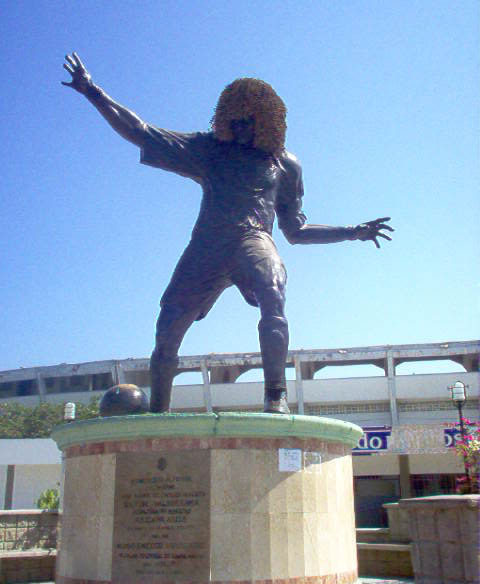
Statue von Carlos Valderrama

## Städtepartnerschaften
- Miami Beach, Florida, USA[11]
- Bucaramanga, Santander, Kolumbien[12]

## Galerie

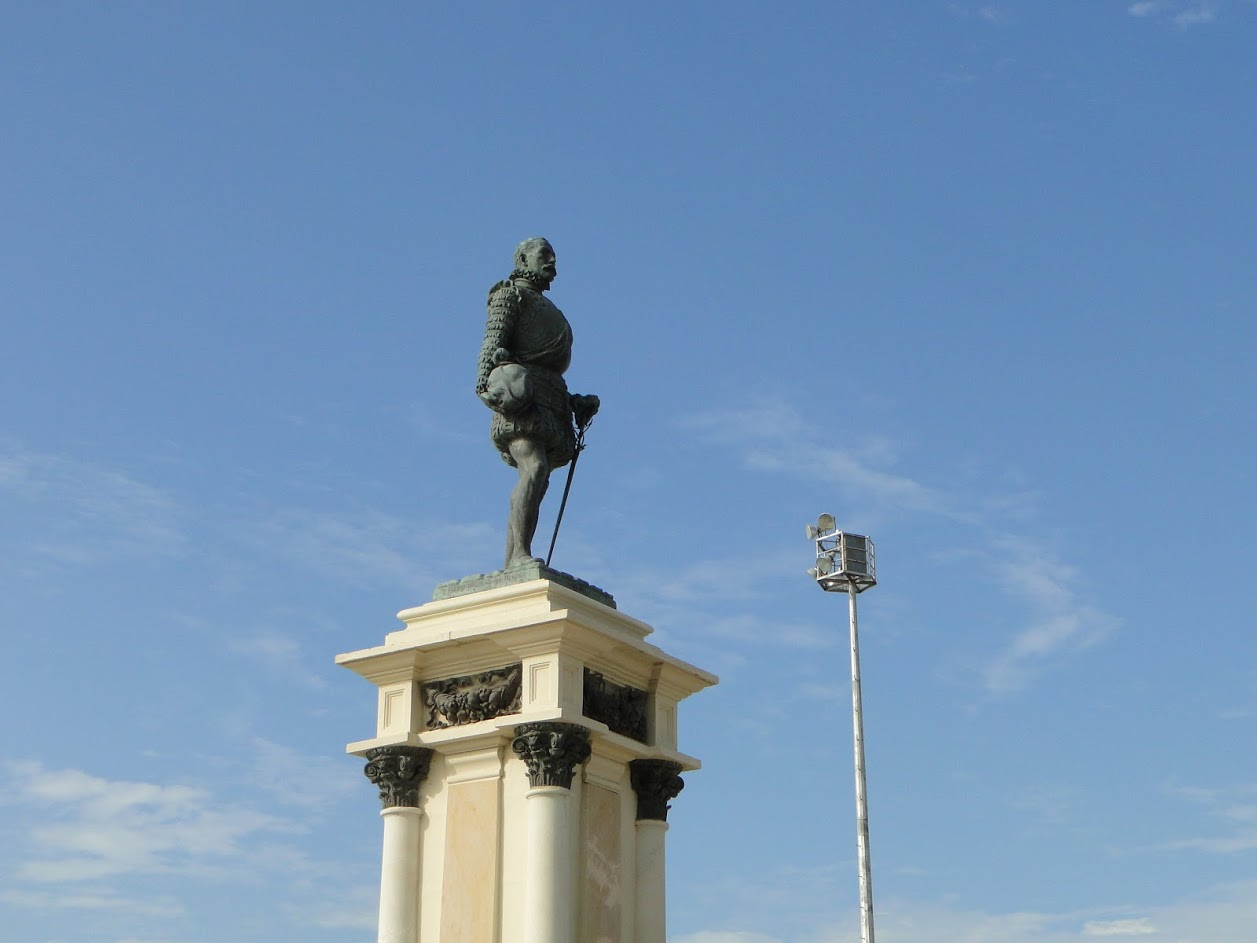
Denkmal für den Gründer der Stadt Rodrigo de Bastidas
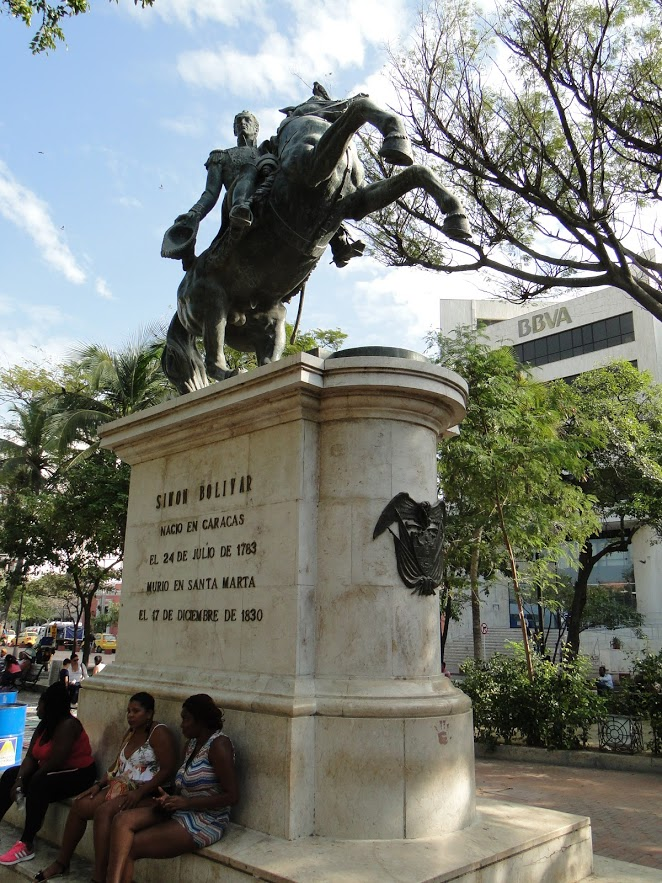
Denkmal von Simon Bolivar
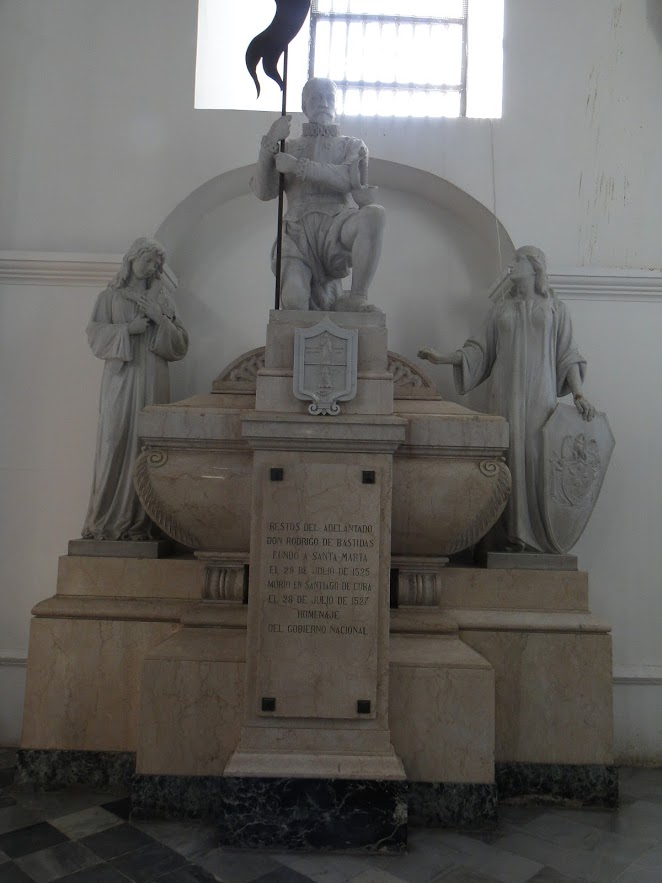
Das Grab von Rodrigo de Bastidas in der Kathedrale
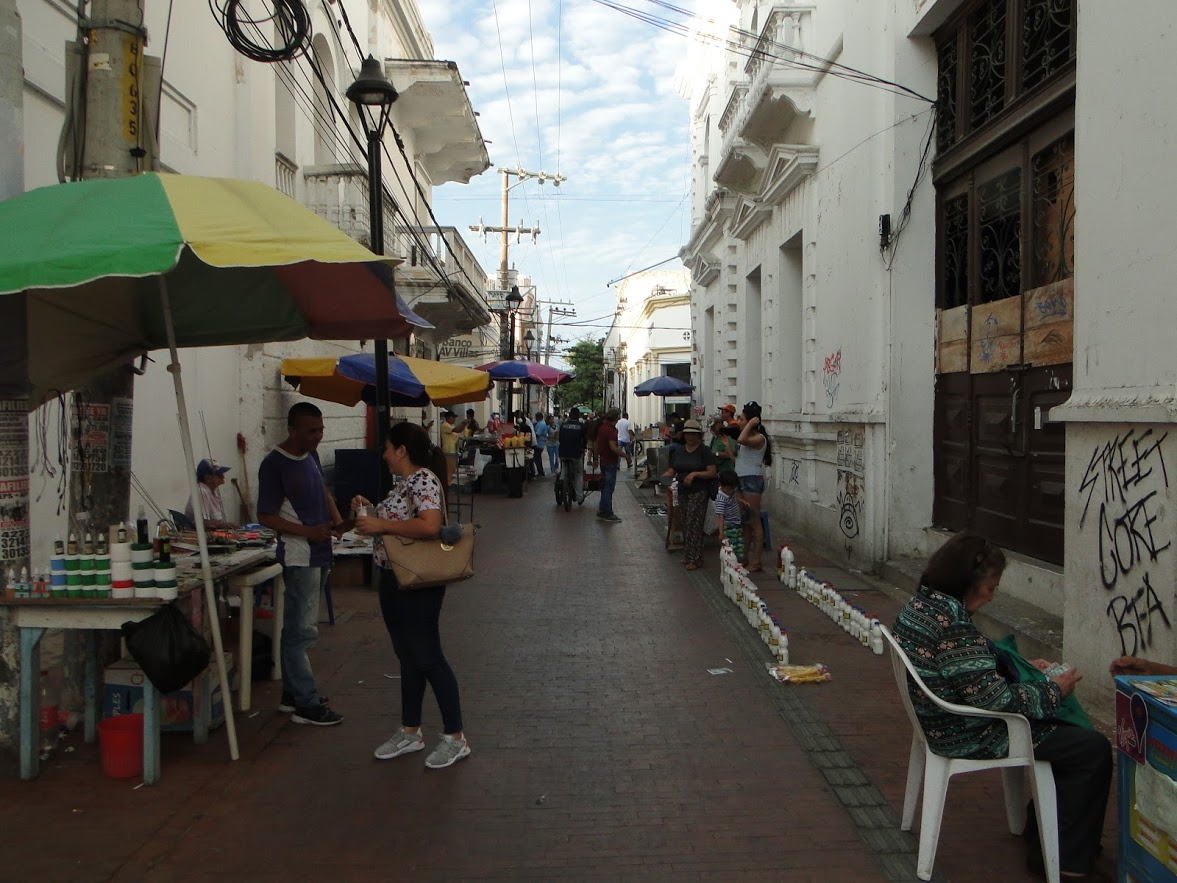
In der Fußgängerzone
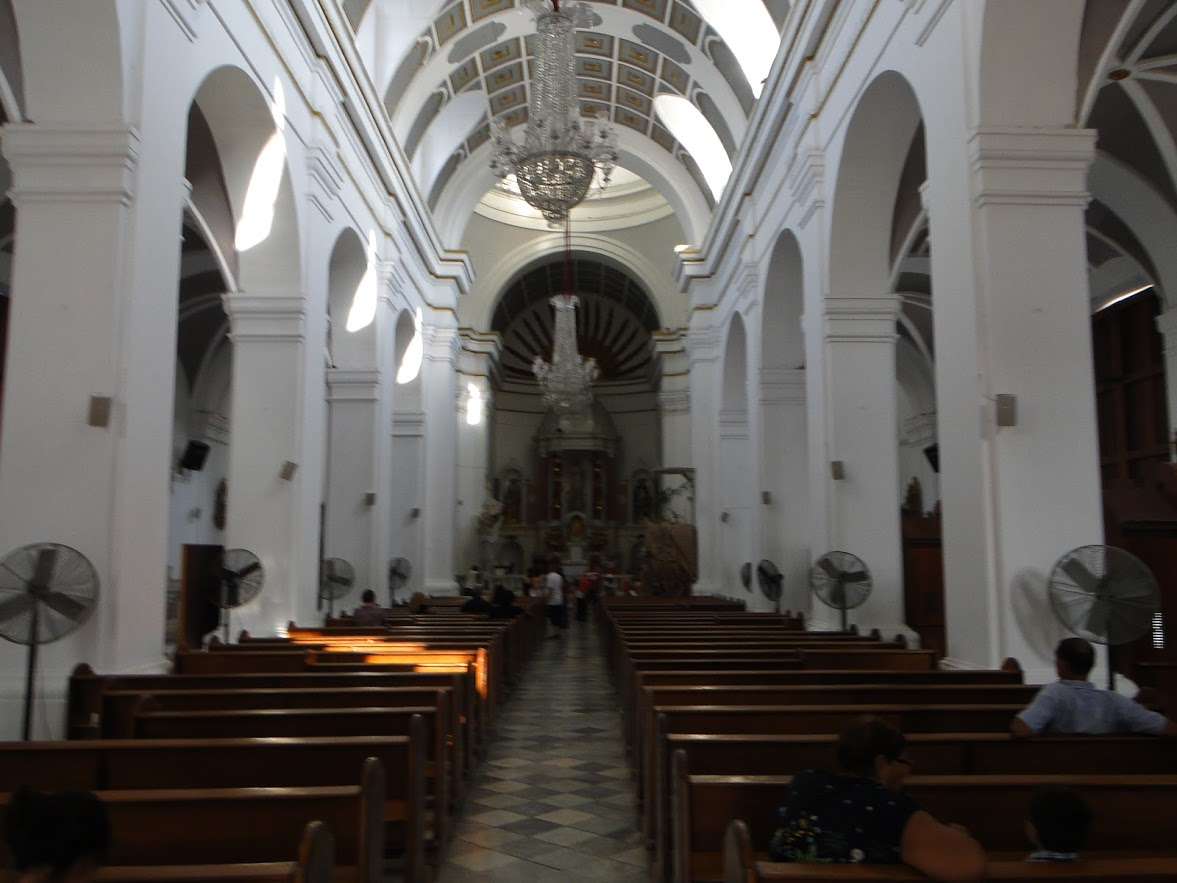
Kathedrale (Innenansicht)
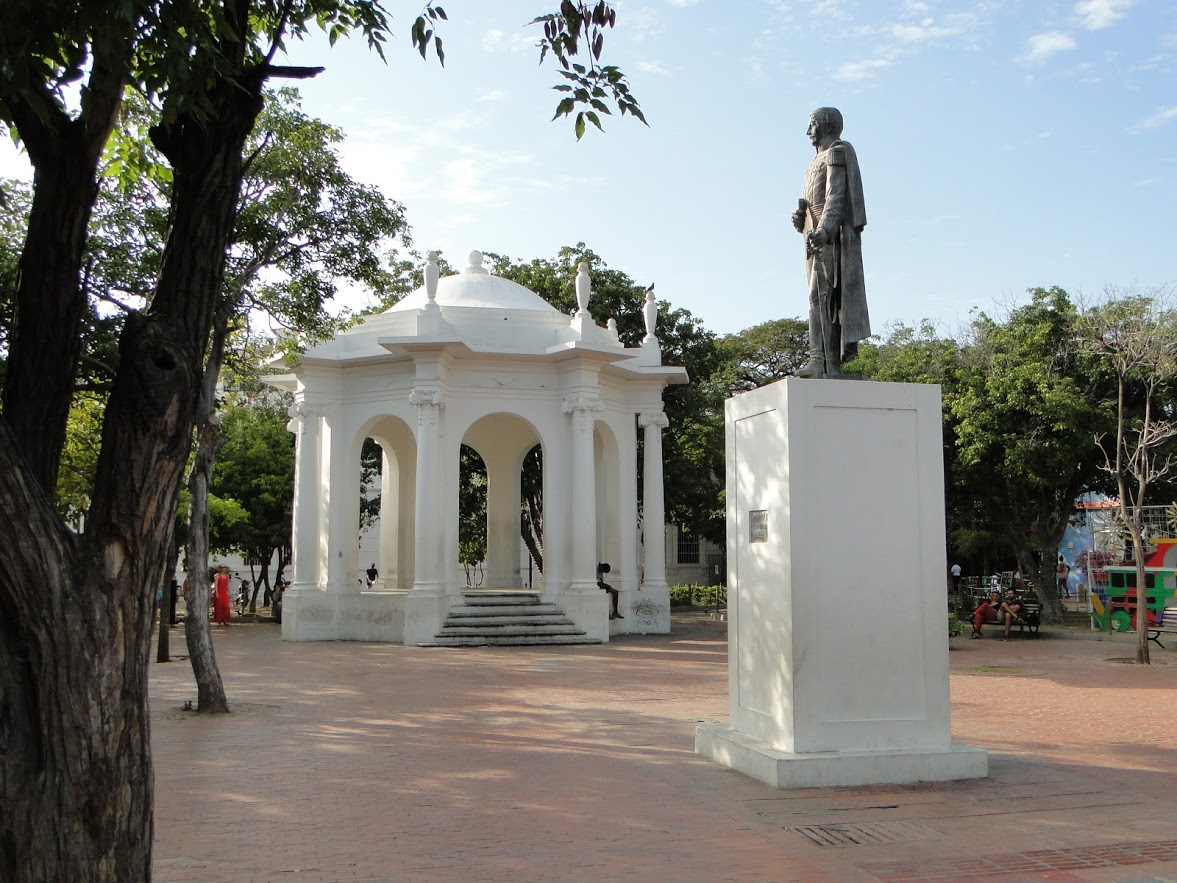
Auf dem zentralen Platz
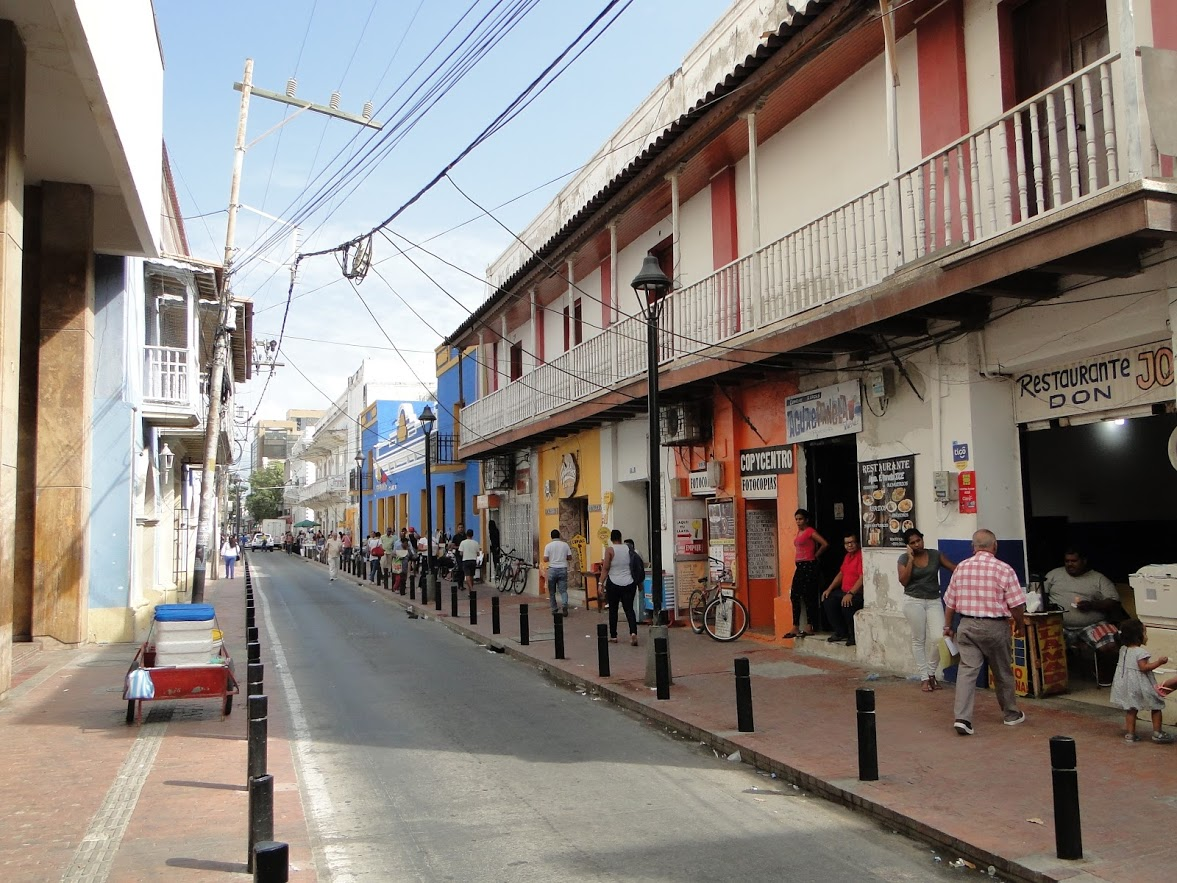
Auf einer der Straßen der Stadt

## Söhne und Töchter der Stadt
- José María Campo Serrano (1832–1915), erster Präsident der Republik Kolumbien
- Eduardo Retat (* 1948), kolumbianischer Fußballspieler und -trainer
- Carlos Valderrama (* 1961), Fußballspieler
- Carlos Vives (* 1961), Sänger und Schauspieler
- Antony de Ávila (* 1962), Fußballspieler
- Jorge Noguera Cotes (* 1963), Rechtsanwalt und Politiker
- Maria Claudia Lacouture (* 1974), Politikerin
- Jorge Bolaño (1977–2025), Fußballspieler
- Falcao (* 1986), Fußballspieler
- Johan Vonlanthen (* 1986), Schweizer Fußballspieler
- Jesús Ferreira (* 2000), Fußballspieler

## Klimatabelle
|                       | Jan  | Feb  | Mär  | Apr  | Mai  | Jun  | Jul  | Aug  | Sep  | Okt  | Nov  | Dez  |   |      |
| Mittl. Tagesmax. (°C) | 32,9 | 33,3 | 33,7 | 33,3 | 32,6 | 32,4 | 32,5 | 32,2 | 31,6 | 31,3 | 31,5 | 32,0 | ⌀ | 32,4 |
| Mittl. Tagesmin. (°C) | 21,6 | 22,6 | 23,7 | 24,8 | 25,0 | 24,5 | 24,1 | 24,0 | 23,8 | 23,7 | 23,2 | 21,8 | ⌀ | 23,6 |
|                       |      |      |      |      |      |      |      |      |      |      |      |      |   |      |
| Niederschlag (mm)     | 7    | 3    | 1    | 10   | 41   | 60   | 55   | 49   | 65   | 93   | 44   | 10   | Σ | 438  |
|                       |      |      |      |      |      |      |      |      |      |      |      |      |   |      |
| Sonnenstunden (h/d)   | 9,3  | 9,0  | 8,2  | 7,5  | 7,3  | 7,5  | 7,1  | 6,9  | 6,7  | 6,2  | 7,2  | 9,0  | ⌀ | 7,7  |
|                       |      |      |      |      |      |      |      |      |      |      |      |      |   |      |
| Regentage (d)         | 0    | 0    | 0    | 1    | 4    | 7    | 5    | 7    | 10   | 9    | 5    | 1    | Σ | 49   |
|                       |      |      |      |      |      |      |      |      |      |      |      |      |   |      |
| Luftfeuchtigkeit (%)  | 69   | 68   | 66   | 69   | 73   | 72   | 71   | 73   | 76   | 75   | 74   | 69   | ⌀ | 71,3 |

| 21,6 |

| 22,6 |

| 23,7 |

| 24,8 |

| 25,0 |

| 24,5 |

| 24,1 |

| 24,0 |

| 23,8 |

| 23,7 |

| 23,2 |

| 21,8 |

| 21,6 |

| 22,6 |

| 23,7 |

| 24,8 |

| 25,0 |

| 24,5 |

| 24,1 |

| 24,0 |

| 23,8 |

| 23,7 |

| 23,2 |

| 21,8 |